# 483 f.Kr.

## Händelser

### Efter plats

#### Persiska riket
- Xerxes I av Persien uppmanas av sin kusin och svåger Mardonios, stödd av många landsförvisade greker, att hämnas det nederlag, som Dareios I led mot grekerna vid Marathon sju år tidigare. Därför börjar Xerxes förbereda ett stort fälttåg för att krossa grekerna. För att undvika sådana stora förluster, som den persiska flottan led 492 f.Kr., låter Xerxes bygga en kanal genom den smalaste delen av Athoshalvön.

#### Grekland
- Den atenske arkonten Themistokles inser att grekerna behöver ha möjlighet att besegra perserna till havs. För att lyckas med detta måste Aten dock ha många fler krigsfartyg (den nyligen utvecklade och specialserade triremmen) än de 70 man redan har. Themistokles stöter till en början på motstånd från andra atenare, men när de statligt ägda silvergruvorna vid Laurion börjar ge mer silver övertalar Themistokles församlingen att, istället för att ge utdelning, låta hela överskottet gå till att utrusta flottan med omkring 200 fartyg.

#### Sicilien
- Syrakusas tyrann Gelon erövrar de närliggande städerna Euboia och Megara Hyblaia, där han säljer vanligt folk som slavar och för stadens oligarker till Syrakusa.

## Födda
- Gorgias, grekisk filosof och sofist (född omkring detta år)

## Avlidna
- Maj – Siddhartha Gautama, indisk prins, grundare av världsreligionen buddhism